# Noah Emmerich
Pour les articles homonymes, voir Emmerich.
Noah Emmerich, né le 27 février 1965 à New York, dans l'État de New York, aux (États-Unis), est un acteur américain.

## Biographie

### Jeunesse
Noah Nicholas Emmerich est né à New York au sein d'une famille juive. Ses parents sont tous deux des artistes ; Constance, sa mère, est pianiste, et son père André Emmerich, originaire de Francfort, en Allemagne, tenait une galerie d'art. Noah Emmerich a deux frères, Toby Emmerich, président et officier chef opérateur de New Line Cinema, et Adam Emmerich, avocat sur les fusions-acquisitions de Watchell, Lipton, Rosen & Katz à New York.
Noah Emmerich est diplômé de l'université Yale section histoire. Il fit partie du groupe a cappella Yale Spizzwinks.

### Carrière
Il joue à plusieurs reprises le rôle du meilleur ami, notamment dans The Truman Show (1998). On peut par ailleurs le voir apparaître dans des films tels que Cop Land (1997), Windtalkers (2002), Miracle (2004), Super 8 (2011).
À la télévision, il est apparu dans plusieurs séries, telles que Monk, FBI : Duo très spécial, ou encore dans la série à succès The Walking Dead.
Il est connu pour le rôle de Stan Beeman dans la série The Americans.

### Vie personnelle
Noah Emmerich vit à New York, dans le Greenwich Village.
Il a été marié à l'actrice Melissa Fitzgerald en 1998 avant de divorcer en 2003.

## Filmographie

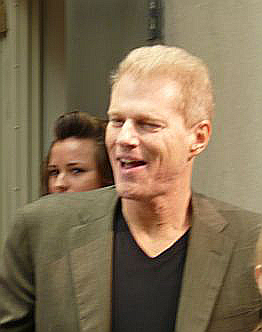
Noah Emmerich en septembre 2008.

### Cinéma

#### Longs métrages
- 1993 : Last Action Hero de John McTiernan : Rookie
- 1996 : Beautiful Girls de Ted Demme : Michael « Mo » Morris
- 1997 : Copland (Cop Land) de James Mangold : Shérif-adjoint Bill Geisler
- 1998 : La Loi du sang (Monument Ave.) de Ted Demme : Red
- 1998 : The Truman Show de Peter Weir : Marlon
- 1999 : Libres comme le vent (Tumbleweeds) de Gavin O'Connor : Vertis Dewey
- 1999 : La Tête dans le carton à chapeaux (Crazy in Alabama) d'Antonio Banderas : Shérif Raymond
- 1999 : Perpète (Life) de Ted Demme : Stan Blocker
- 2000 : Love and Sex de Valerie Breiman : Eric
- 2000 : Fréquence interdite (Frequency) de Gregory Hoblit : Gordo Hersch
- 2001 : Julie Johnson : Rick Johnson
- 2002 : Windtalkers : Les Messagers du vent (Windtalkers) de John Woo : 2e classe Chick
- 2003 : Sans Frontière (Beyond Borders) de Martin Campbell : Elliott Hauser
- 2004 : Miracle de Gavin O'Connor : Craig Patrick
- 2004 : Cellular de David R. Ellis : Jack Tanner
- 2007 : Little Children de Todd Field : Larry Hedges
- 2007 : Christmas Story : La Véritable Histoire du père Noël (Joulutarina) de Juha Wuolijoki : Nikolas
- 2008 : Le Prix de la loyauté (Pride and Glory) de Gavin O'Connor : Francis Tierney Jr.
- 2010 : Fair Game de Doug Liman : Bill
- 2010 : Trust de David Schwimmer : Al Hart
- 2010 : Sympathy for Delicious de Mark Ruffalo : Rene Faubacher
- 2011 : Warrior de Gavin O'Connor : Dan Taylor
- 2011 : Super 8 de J. J. Abrams : Colonel Nelec
- 2012 : The Fitzgerald Family Christmas d'Edward Burns : FX
- 2013 : Blood Ties de Guillaume Canet : Lieutenant Connellan
- 2016 : Jane Got a Gun de Gavin O'Connor : Bill Hammond
- 2017 : The Wilde Wedding (en) de Damian Harris : Jimmy
- 2022 : Meurtres sans ordonnance (The Good Nurse) de Tobias Lindholm : Capitaine Tim Braun

#### Court métrage
- 1994 : Laura Sobers de Bryan Root : Dale

### Télévision

#### Séries télévisées
- 1993 : Flying Blind : Ronald
- 1994 : New York Police Blues (NYPD Blue) : Eddie
- 1995 : Melrose Place : Sam Bennett
- 2000 : À la Maison-Blanche (The West Wing) : Bobby Zane
- 2000 : Wonderland : Johnny
- 2005 : New York, unité spéciale (Law and Order : Special Victims Unit) (saison 7, épisode 4) : Officier Pete Breslin
- 2009 : Monk : Roderick Brody
- 2009 - 2010 : FBI : Duo très spécial (White Collar) : Agent Spécial Garett Fowler
- 2010 : The Walking Dead : Dr Jenner
- 2010 - 2011 : Backwash : Sergent Benjamin Belter
- 2013 - 2018 : The Americans : Stan Beeman
- 2015 : Master of None : Mark
- 2016 / 2019 : Billions : Freddie Aquafino
- 2019 : The Spy : Dan Peleg
- 2019 : The Hot Zone : Lieutenant Col Jerry Jaax
- 2020 : Space Force : Général Kick Grabaston, Chef d'État-Major des armées
- 2020 - 2022 : Space Force : Général Kick Grabaston
- 2021 : The Walking Dead : World Beyond : Dr Jenner
- 2022 : Suspicion : Scott Anderson
- 2022 : Dark Winds : Leland Whitover

#### Téléfilms
- 1993 : Innocentes Victimes (Precious Victims) de Peter Levin : Un policier en patrouille
- 1994 : Jack Reed, le bras de la justice (Jack Reed : A Search for Justice) de Brian Dennehy : Un policier
- 1995 : De l'amour à l'enfer (If Someone Had Known) d'Eric Laneuville : Inspecteur Ed Hunt
- 1996 : Pompiers d'élite (Smoke Jumpers) de Dick Lowry : Rhino
- 2005 : Quelques jours en avril (Sometimes in April) de Raoul Peck : Lionel

## Voix françaises
En France
| - Michel Dodane dans : - Trust - Warrior - The Americans (série télévisée) - Mariage chez les Wilde (en) - The Hot Zone (série télévisée) - The Spy (série télévisée) - Guillaume Orsat dans : - The Truman Show - Monk (série télévisée) - FBI : Duo très spécial (série télévisée) - Master of None (série télévisée) - Philippe Catoire dans : - Cellular - Little Children - Philippe Vincent dans : - Fair Game - Meurtres sans ordonnance - Emmanuel Jacomy dans (les séries télévisées) : - The Walking Dead - The Walking Dead: World Beyond | - Patrick Béthune (*1956 - 2017) dans : - Jane Got a Gun - Billions (série télévisée) Et aussi - Jean-Jacques Nervest dans Beautiful Girls - Jacques Faugeron dans Copland - Lionel Henry dans Perpète - Boris Rehlinger dans Windtalkers : Les Messagers du vent - Marc Bretonnière dans Sans frontière - Jean-Marc Delhausse (Belgique) dans Miracle - Éric Herson-Macarel dans Le Prix de la loyauté - Lionel Tua dans Super 8 - Thibault de Montalembert dans Blood Ties - Bruno Magne dans Space Force (série télévisée) - Constantin Pappas dans Suspicion (série télévisée) - Bernard Lanneau dans The Big Cigar (mini-série) |